# Åsebo (naturreservat)
Åsebo är ett naturreservat i Högsby kommun i Kalmar län.
Området är naturskyddat sedan 2013 och är 42 hektar stort. Reservatet som ligger vid Emån och även omfattar en mindre del av ån, består av äldre lövskogar och betesmarker med grova ädellövträd.